# Lenny Dee
Lenny Dee (född 1923, död 2006) är en känd amerikansk organist som producerat en uppsjö av skivor, mestadels med tolkningar av andra musikers stycken. 
Efternamnet "Dee" gav Lenny ett otal tillfällen till att skoja till sina skivtitlar (se diskografi).
Lenny Dee spelade uteslutande på Hammondorglar av modell B3000.

## Diskografi
- Dee-Lightful, Decca DL 8114
- Dee-Lirious, Decca DL 8165
- Dee-Licious, Decca DL 8275
- Dee-Most!, Decca DL 8308
- Hi-Dee-Fi, Decca DL 8406
- Mr. Dee Goes To Town, Decca DL 8497
- Dee-Beat! Decca ED 2552 (45 EP Album)
- Dee-Day!, Decca, DL 8628
- Dee-Frosting, Decca ED 2613 (45 EP Album)
- Dee-Latin Hi-Fi Organ Decca, DL 8718
- Mellow-Dee Decca, DL 78796
- Lenny Dee Plays The Hits, Decca DL 78857
- The Lenny Dee Show, Decca DL 78913
- Songs Everybody Knows, Decca DL 78978
- Golden Organ Favorites, Decca DL 74112
- Happy Holi-Dee, Decca DL 74146
- Lenny Dee In Hollywood, Decca DL 74315
- Lenny Dee Down South, Decca DL 74365
- By Popular Dee-Mand, Decca DL 74429
- Something Special, Decca DL 74498
- Most Requested!, Decca DL 74572
- Sweethearts On Parade, Decca DL 74632
- The Lenny Dee Tour, Decca DL 74654
- My Favorite Things, Decca DL 74706
- In The Mood, Decca DL 74818
- Moving On!, Decca DL 74880
- Relaxin', Decca DL 74946
- Gentle On My Mind, Decca DL 74994
- The Best Of Lenny Dee, Decca DL DXSB 7199 (Double Record Set)
- Turn Around, Look At Me, Decca DL 75073
- Little Green Apples, Decca DL 75112
- Here's Lenny Dee At The Organ, Vocalion VL 73782
- Spinning Wheel, Decca DL 75152
- Easy Come, Easy Go, Decca DL 75196
- Remember Me, Decca DL 75255
- Easy Loving, Decca DL 75320
- Where Is The Love, Decca DL 75366
- Organ Special, Vocalion VL 73817
- Organ Varieties, Vocalion VL 73819
- Double Star Series Featuring Lenny Dee & Earl Grant, MCA Special Products 734702
- Lenny Dee, MCA MCA 334
- Lenny Dee, MCA MCA 379
- Steppin' Out With Lenny Dee, MCA MCA 455
- City Lights, MCA MCA 476
- The Best Of Lenny Dee Vol.II, MCA MCA2 4084 (Double Record Set)
- Lenny Dee Featuring I'll Play For You, MCA MCA 2162
- Take It To The Limit, MCA MCA 2200
- Misty Blue, MCA MCA 2236
- Organ Magic, MCA MCA 2301
- Organ Celebration, MCA MCA 2370
- Treasury Of Favorites, Suffolk Marketing, Inc. SMI I-74
- Melodies Of Love, Suffolk Marketing, Inc. SMI I-75
- Golden Organ Memories, Good Music Record Company MSD2 37209 (2-CD Set)
- Double Dee-Light, Jasmine JASCD 427 (2-CD Set)
- Ride In A PInk Car Starring Lenny Dee, Genesis Home Video GV 52 (Movie 87 Min.)
- Mr. Entertainer The Lenny Dee Show, No Video Company Name (Video app. 90 Min.)
- Lenny Dee: The Man And His Music, Showcase Productions SP 111 (Video 95 Min.)